# Рабиња
Рабиња је насељено мјесто града Слуња, на Кордуну, Карловачка жупанија, Република Хрватска.

## Географија
Рабиња се налази око 15 км сјевероисточно од Слуња. Као самостално насеље води се од 2001. године, пре тога је била део насеља Цвијановић Брдо.

## Историја
Рабиња се од распада Југославије до августа 1995. године налазила у Републици Српској Крајини.

## Становништво
Према попису становништва из 2011. године, насеље Рабиња није имала становника.
| Демографија | Демографија | Демографија |
| Година      | Становника  | Становника  |
| ----------- | ----------- | ----------- |
| 1981.       | 0           |             |
| 1991.       | 0           |             |
| 2001.       | 0           |             |
| 2011.       |             | 0           |